# Franz Knebel
Franz Knebel, auch Charles-François Knébel (* 10. Mai 1810 in La Sarraz, Kanton Waadt; † 2. April 1877 in Rom), war ein Schweizer Genre-, Veduten- und Landschaftsmaler.

## Leben

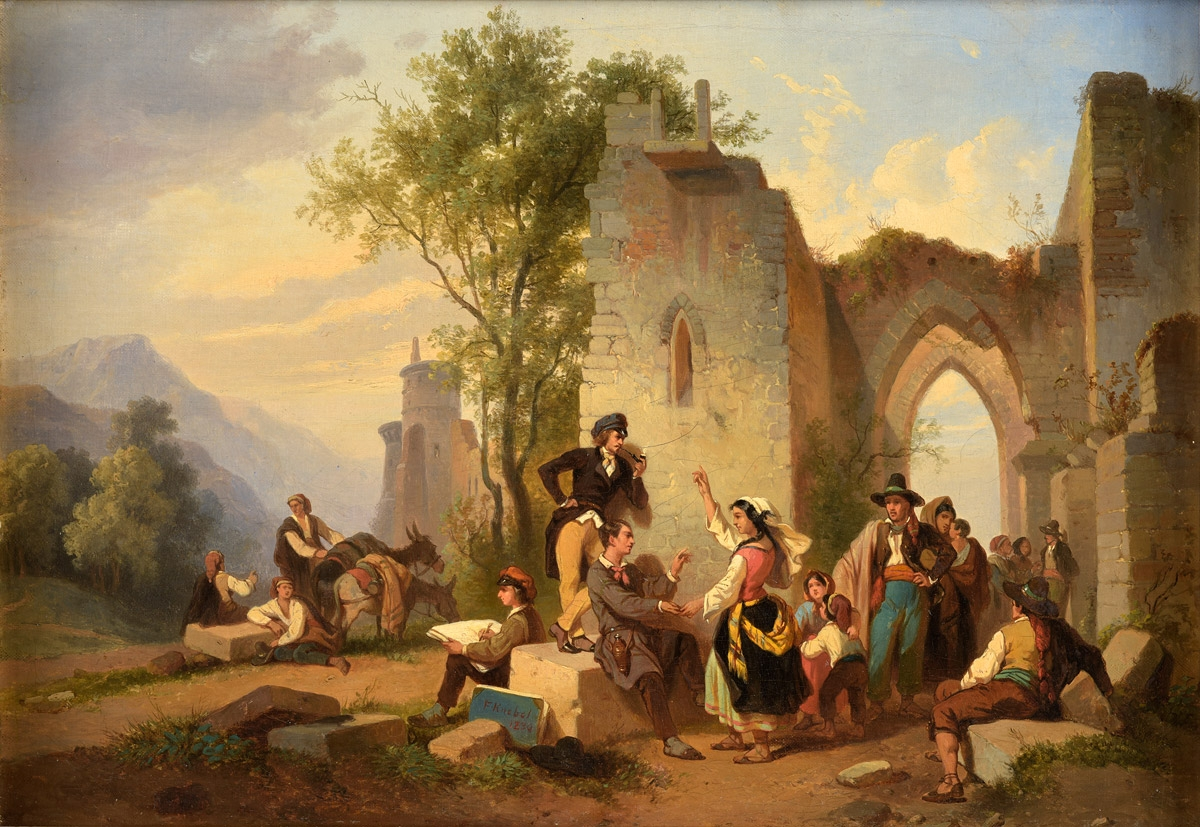
Künstler bei einem Ausflug in der Campagna, 1830

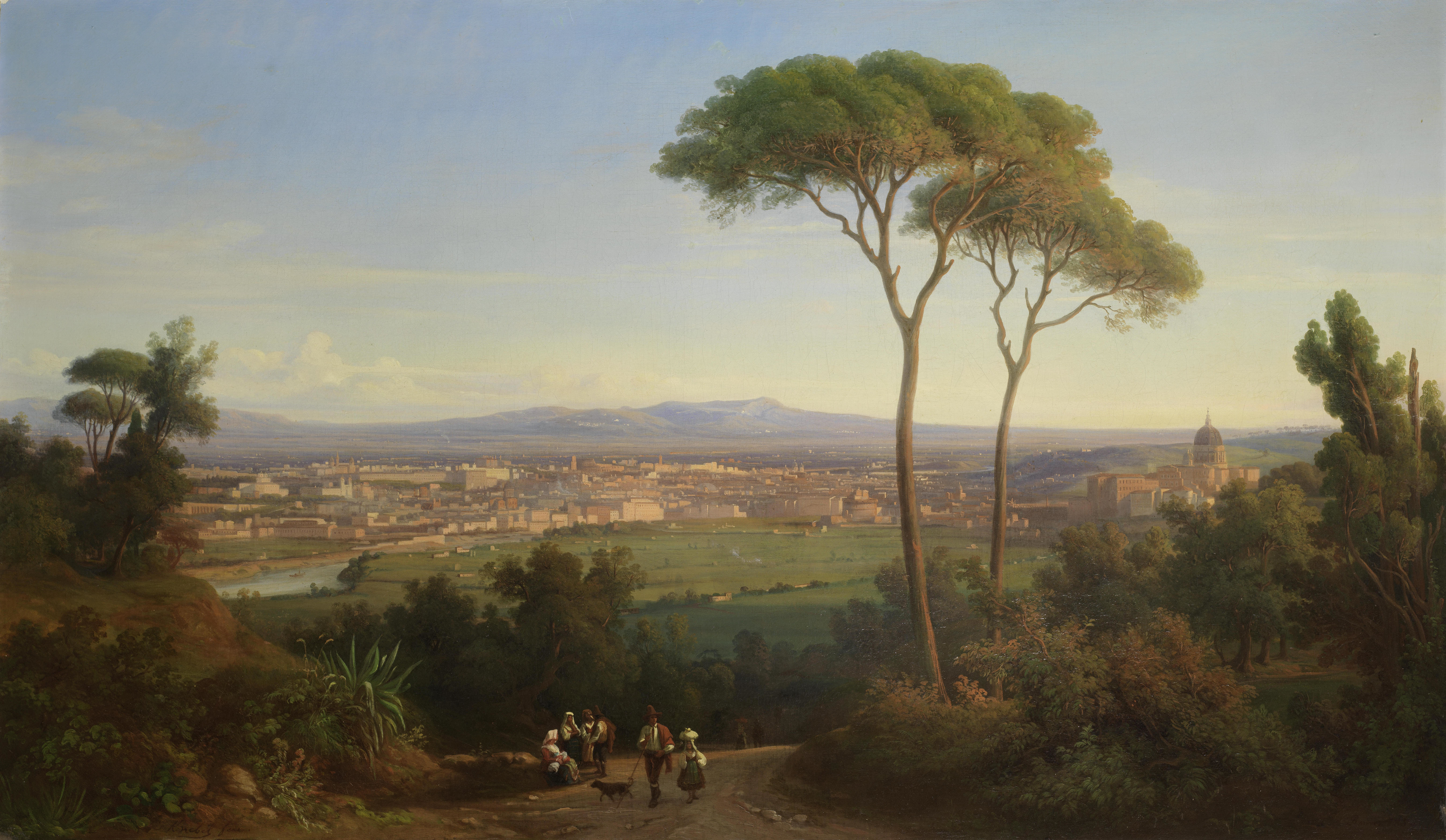
Ansicht von Rom, 1854

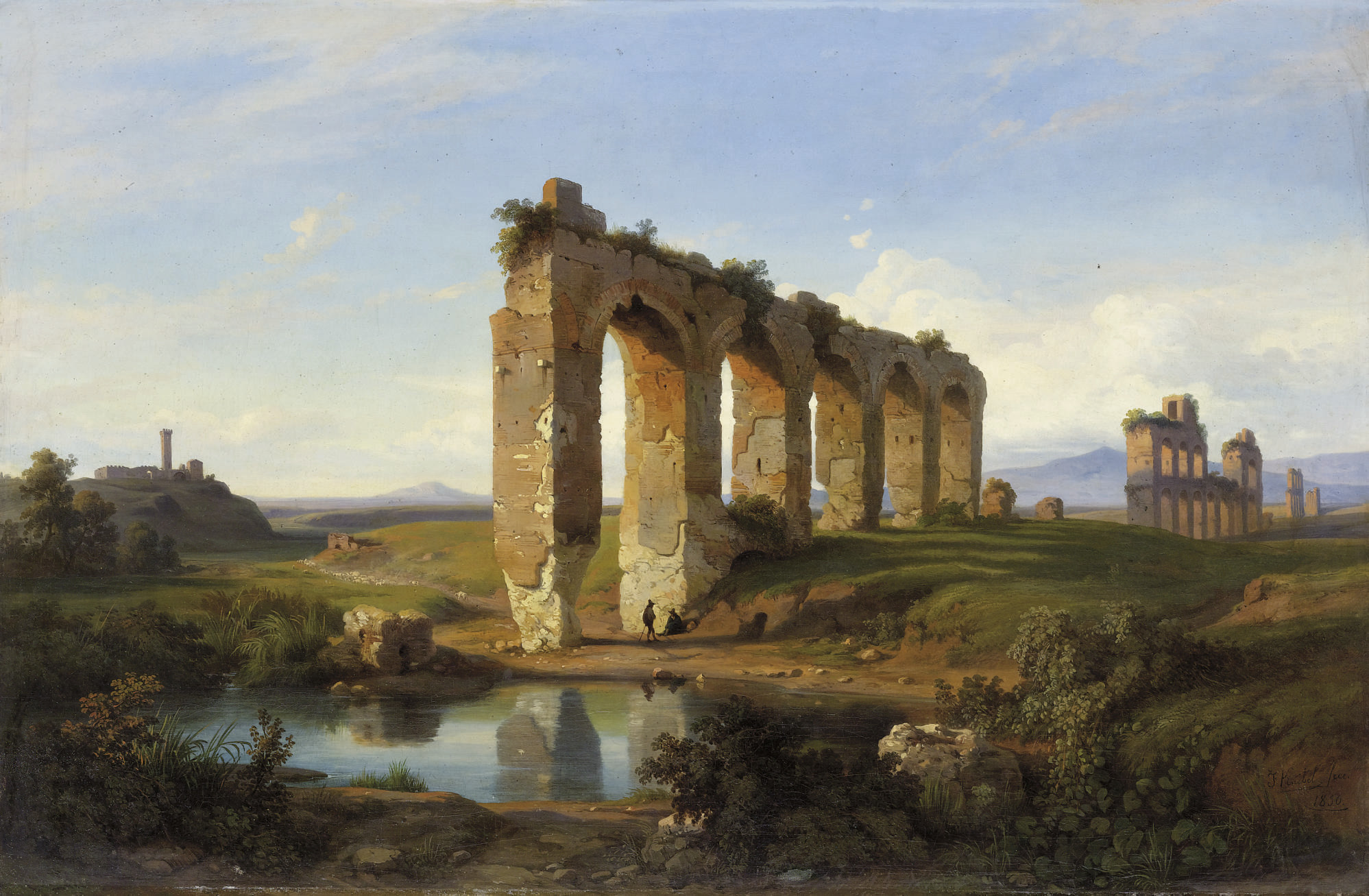
Der Aquädukt des Claudius

Nach dem Tod seines Cousins Franz Knebel (≈1790–1823), eines Mitarbeiters des angesehenen Malers François Kaiserman (1765–1833) in Rom, folgte er einem Ruf dorthin. Ursprünglich ein Patenkind von Kaiserman, wurde er 1823 dessen Adoptivsohn und arbeitete bis zum Tod seines Meisters in dessen Atelier. Am 3. April 1830 heiratete er das Dienstmädchen Angela Marchetti aus Fermo, später Perfetta Cioé aus Vico. Obwohl sich die Beziehung zu Kaiserman verschlechterte, erbte er dessen Atelier an der Piazza di Spagna 31. Später hatte er eine Adresse in der Via Belsiana 90 und ein Atelier in der Via Margutta 33.
Im Jahr 1843 machte er auf der Ausstellung der Societá degli amatori e cultori di Belle Arti di Roma auf sich aufmerksam. Entgegen Kaisermans Forderung, sich den Stil seiner Aquarelle anzueignen und ebenso zu malen, bevorzugte Knebel die Leuchtkraft und atmosphärischen Wirkungen der Ölfarbe. Als Vedutenmaler ausgebildet, entwickelte er eine Vorliebe für topografische Darstellungen römischer Ansichten und Landschaften, mehrfach auch aus Neapel. Das einzige bekannte Historienbild ist Garibaldi à Olevano (1849, Privatsammlung). Als erfolgreicher Maler, der von den wohlhabenden römischen Fürsten und Vertretern der italienischen Regierung sehr geschätzt wurde, verfügte Knebel über ein solides Netz an Beziehungen, das sich auch sein Sohn, der Landschaftsmaler Titus Knébel (1833–1898), zunutze machen konnte.